# Marije Knevel
Marije Knevel (31 juli 1987) is een Nederlandse journaliste en voormalig hoofdredacteur. 

## Biografie
Knevel studeerde journalistiek aan de Christelijke Hogeschool Ede. Nadien was Knevel onder andere senior redacteur lifestyle voor RTL Boulevard en werkte ze als hoofd van online zaken voor Talpa Network. 
In september 2019 werd zij adjunct-hoofdredacteur van LINDA.-online en vanaf november 2021 werd ze tevens Hoofd Digitaal bij Vogue.nl. In februari 2022 werd Knevel hoofdredacteur bij LINDA.nl, LINDA.meiden.nl en Vogue.nl en werd ze verantwoordelijk voor alle content op de digitale en social kanalen. Negen maanden na haar aantreden vertrok Knevel en werd ze zelfstandig adviseur.
Daarnaast doet ze televisiewerk en was ze te zien in het praatprogramma Ladies Night en Shownieuws. Ook deed Knevel in de zomer van 2020 mee aan De Slimste Mens. Ze was deelnemer aan het 21e seizoen van Wie is de Mol?, dat vanaf 2 januari 2021 werd uitgezonden op NPO 1. Knevel viel in de zevende aflevering af als zesde afvaller.

## Persoonlijk
Marije Knevel is dochter van oud-presentator Andries Knevel.